# Europe germanique

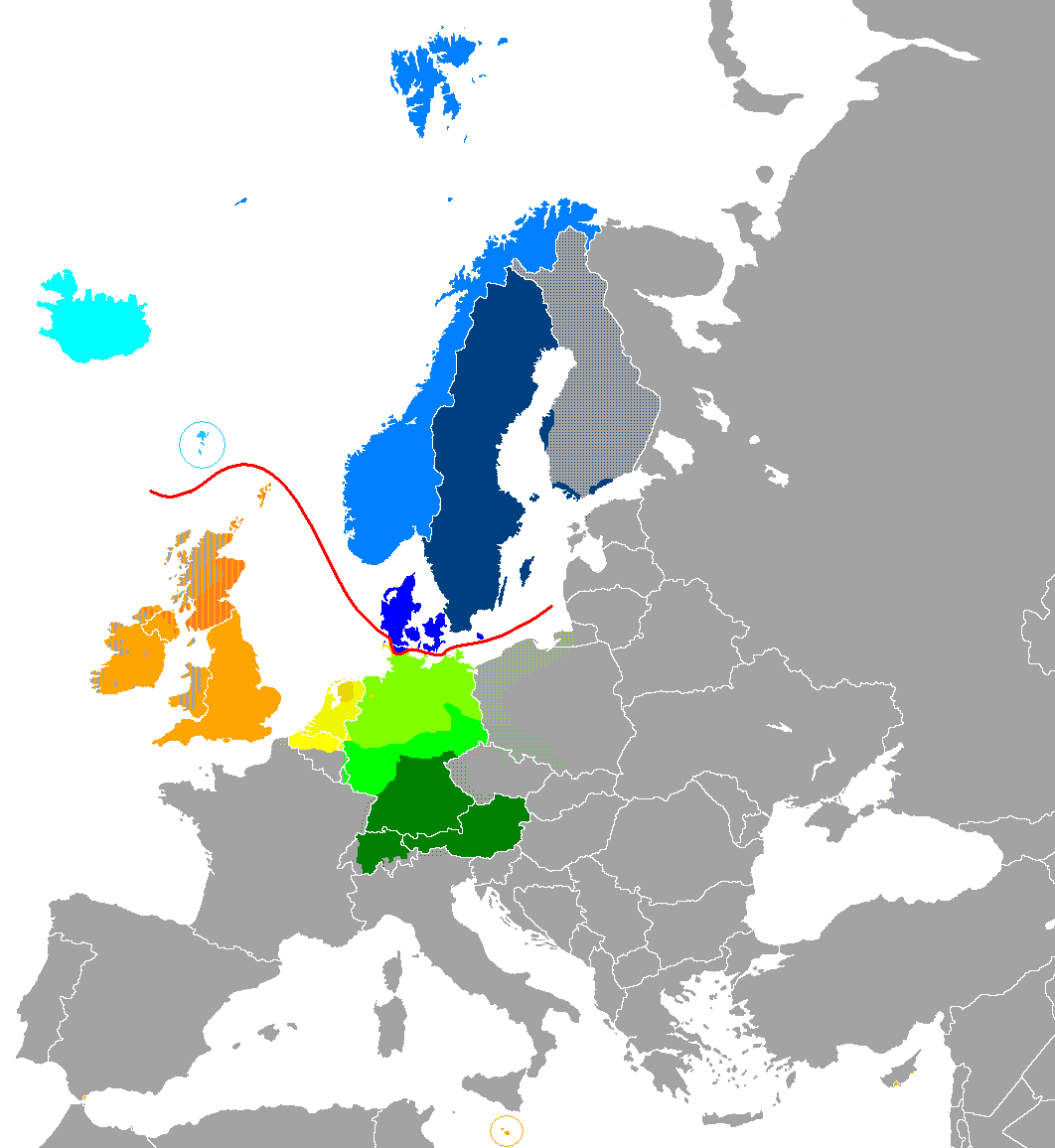
Zones linguistiques de l’Europe germanique en couleur.

L’Europe germanique est la partie de l’Europe du Nord et occidentale qui est de langue germanique.